# Okręg wyborczy nr 54 do Senatu Rzeczypospolitej Polskiej
Okręg wyborczy nr 54 do Senatu Rzeczypospolitej Polskiej obejmuje obszar powiatów leżajskiego, niżańskiego, stalowowolskiego i tarnobrzeskiego oraz miasta na prawach powiatu Tarnobrzega (województwo podkarpackie). Wybierany jest w nim 1 senator na zasadzie większości względnej.
Utworzony został w 2011 na podstawie Kodeksu wyborczego. Po raz pierwszy zorganizowano w nim wybory 9 października 2011. Wcześniej obszar okręgu nr 54 należał do okręgu nr 22.
Siedzibą okręgowej komisji wyborczej jest Rzeszów.

## Reprezentant okręgu
| Rok  | Rok  | Senator           | Komitet wyborczy       |
| ---- | ---- | ----------------- | ---------------------- |
|      | 2011 | Janina Sagatowska | Prawo i Sprawiedliwość |
| 2015 |      | Janina Sagatowska | Prawo i Sprawiedliwość |
| 2019 |      | Janina Sagatowska | Prawo i Sprawiedliwość |
| 2023 |      | Janina Sagatowska | Prawo i Sprawiedliwość |

## Wyniki wyborów
Symbolem „●” oznaczono senator ubiegającą się o reelekcję.

### Wybory parlamentarne 2011
| Kandydat                                                                                      | Kandydat             | Komitet wyborczy                           | Głosów | Głosów | Głosów |
| Kandydat                                                                                      | Kandydat             | Komitet wyborczy                           | Liczba | %      | +/–    |
| --------------------------------------------------------------------------------------------- | -------------------- | ------------------------------------------ | ------ | ------ | ------ |
|                                                                                               | Janina Sagatowska    | Prawo i Sprawiedliwość                     | 50 185 | 40,99  | –      |
|                                                                                               | Zygmunt Cholewiński  | Platforma Obywatelska RP                   | 39 686 | 32,41  | –      |
|                                                                                               | Janusz Cisek         | Polskie Stronnictwo Ludowe                 | 15 190 | 12,41  | –      |
|                                                                                               | Romuald Szeremietiew | KWW Romualda Szeremietiewa                 | 7579   | 6,19   | –      |
|                                                                                               | Grzegorz Kida        | Nowa Prawica – Janusza Korwin-Mikke        | 7069   | 5,77   | –      |
|                                                                                               | Konrad Hernik        | KWW Unia Prezydentów – Obywatele do Senatu | 2731   | 2,23   | –      |
| Frekwencja: 45,02% Liczba głosów ważnych: 122 440 (96,93%) Źródło: Państwowa Komisja Wyborcza |                      |                                            |        |        |        |

### Wybory parlamentarne 2015
| Kandydat                                                                                      | Kandydat            | Komitet wyborczy         | Głosów | Głosów | Głosów |
| Kandydat                                                                                      | Kandydat            | Komitet wyborczy         | Liczba | %      | +/–    |
| --------------------------------------------------------------------------------------------- | ------------------- | ------------------------ | ------ | ------ | ------ |
|                                                                                               | Janina Sagatowska ● | Prawo i Sprawiedliwość   | 69 029 | 53,96  | +12,97 |
|                                                                                               | Marzena Kardasińska | KWW Kukiz’15             | 30 261 | 23,65  | –      |
|                                                                                               | Lidia Błądek        | KWW Razem z Lidią Błądek | 28 638 | 22,39  | –      |
| Frekwencja: 48,08% Liczba głosów ważnych: 127 928 (95,59%) Źródło: Państwowa Komisja Wyborcza |                     |                          |        |        |        |

### Wybory parlamentarne 2019
| Kandydat                                                                                      | Kandydat            | Komitet wyborczy                           | Głosów | Głosów | Głosów |
| Kandydat                                                                                      | Kandydat            | Komitet wyborczy                           | Liczba | %      | +/–    |
| --------------------------------------------------------------------------------------------- | ------------------- | ------------------------------------------ | ------ | ------ | ------ |
|                                                                                               | Janina Sagatowska ● | Prawo i Sprawiedliwość                     | 94 603 | 63,15  | +9,19  |
|                                                                                               | Lidia Błądek        | KKW Koalicja Obywatelska PO .N iPL Zieloni | 40 556 | 27,07  | +4,68  |
|                                                                                               | Marzena Kardasińska | KWW Przywrócić Prawo                       | 14 650 | 9,78   | –      |
| Frekwencja: 56,35% Liczba głosów ważnych: 149 809 (97,84%) Źródło: Państwowa Komisja Wyborcza |                     |                                            |        |        |        |

### Wybory parlamentarne 2023
| Kandydat                                                                                      | Kandydat            | Komitet wyborczy                                                           | Głosów | Głosów | Głosów |
| Kandydat                                                                                      | Kandydat            | Komitet wyborczy                                                           | Liczba | %      | +/–    |
| --------------------------------------------------------------------------------------------- | ------------------- | -------------------------------------------------------------------------- | ------ | ------ | ------ |
|                                                                                               | Janina Sagatowska ● | Prawo i Sprawiedliwość                                                     | 89 961 | 53,49  | –9,66  |
|                                                                                               | Paweł Bartoszek     | KKW Trzecia Droga Polska 2050 Szymona Hołowni – Polskie Stronnictwo Ludowe | 56 812 | 33,78  | –      |
|                                                                                               | Artur Burak         | Konfederacja Wolność i Niepodległość                                       | 21 419 | 12,73  | –      |
| Frekwencja: 67,28% Liczba głosów ważnych: 168 192 (98,16%) Źródło: Państwowa Komisja Wyborcza |                     |                                                                            |        |        |        |